# Dräger & Hanse BKK
Die Dräger & Hanse BKK (Eigenschreibweise DRÄGER & HANSE BKK) war eine bundesweit geöffnete Betriebskrankenkasse. Die Hauptverwaltung befand sich in Lübeck, Sitz der Krankenkasse war Rostock und sie war eine Körperschaft des öffentlichen Rechts.
Über 230 Mitarbeiter in den Geschäftsstellen in Lübeck, Rostock und Wismar betreuten rund 150.000  Versicherte.

## Geschichte
Die Dräger & Hanse BKK ging 2003 aus dem Zusammenschluss der BKK Dräger und der Hanse BKK hervor.
Die Hanse BKK entstand 1997 aus der Fusion der BKK Neptun-Warnow (zuvor: BKK Warnowwerft und BKK Schiffswerft Neptun), BKK Nordelbe (zuvor: BKK Nahverkehr Schwerin und BKK Elbewerft) und der BKK MTW Schiffswerft. Ihren Ursprung hatte die Hanse BKK 1854 in Rostock, als die Rostocker Schiffswerft und Maschinenfabrik eine Betriebskrankenkasse für ihre Mitarbeiter gründete.
Die BKK Dräger wurde 1988 gegründet: Das Gründungsunternehmen Dräger ist ein Unternehmen für Medizin- und Sicherheitstechnik.
Die Dräger & Hanse BKK fusionierte am 1. April 2011 mit der BKK vor Ort aus Bochum, seit 1. Oktober 2015 Viactiv BKK.